# Conothele taiwanensis
Espèce
Synonymes
- Ummidia taiwanensis Tso, Haupt & Zhu, 2003

Conothele taiwanensis est une espèce d'araignées mygalomorphes de la famille des Halonoproctidae.

## Distribution
Cette espèce est endémique de Taïwan.

## Description
Le mâle holotype mesure 11,52 mm et la femelle paratype 14,22 mm.

## Étymologie
Son nom d'espèce, composé de taiwan et du suffixe latin -ensis, « qui vit dans, qui habite », lui a été donné en référence au lieu de sa découverte.

## Publication originale
- Tso, Haupt & Zhu, 2003 : The trapdoor spider family Ctenizidae (Arachnida: Araneae) from Taiwan. The Raffles Bulletin of Zoology, vol. 51, no 1, p. 25-33 (texte intégral).